# Micropsectra daisenensis
Micropsectra daisenensis е насекомо от разред Двукрили (Diptera), семейство Хирономидни (Chironomidae).